# Stimmführer (Orchester)
Als Stimmführer oder Prinzipal bezeichnet man in Orchestern der klassischen Musik die am ersten Pult sitzenden Musiker. Bei den 1. Violinen ist der Stimmführer zugleich der Konzertmeister und damit der Prinzipal des gesamten Orchesters. Häufig tragen die Stimmführer der 2. Violinen auch die Bezeichnung Konzertmeister; die Stimmführer der übrigen Streichergruppen (also der Bratschen, Celli und Kontrabässe) werden nicht so bezeichnet.
Bei den übrigen Instrumentengruppen wird derjenige Musiker, der die erste Stimme spielt, als Stimmführer bezeichnet (also z. B. die 1. Flöte oder die 1. Trompete). Fasst man die Bläser in eine Holz- und eine Blechbläsergruppe zusammen, so gilt die 1. Oboe als Stimmführer der Holzbläser und die 1. Trompete als Stimmführer der Blechbläser. Beim Schlagwerk gilt die Pauke als Stimmführer der Instrumentengruppe.
Die Stimmführer sind abzugrenzen von den Vorspielern, die eine subordinate Stelle innerhalb einer Streichergruppe darstellen. Da die Stimmführer häufig Soli zu spielen haben, werden sie teilweise auch als z. B. Solo-Trompete oder Solo-Oboe bezeichnet.
Die Stimmführer interagieren während eines Konzertes durch Blickkontakte untereinander, um das Spiel der einzelnen Instrumentengruppen aufeinander abzustimmen, und setzen die Anweisungen des Dirigenten ihrerseits für die gesamte Instrumentengruppe um.
Ähnliche Aufgaben nimmt der/die Registerführer in Musikkapellen oder Blasorchestern wahr.